# Chinesische Lackkunst

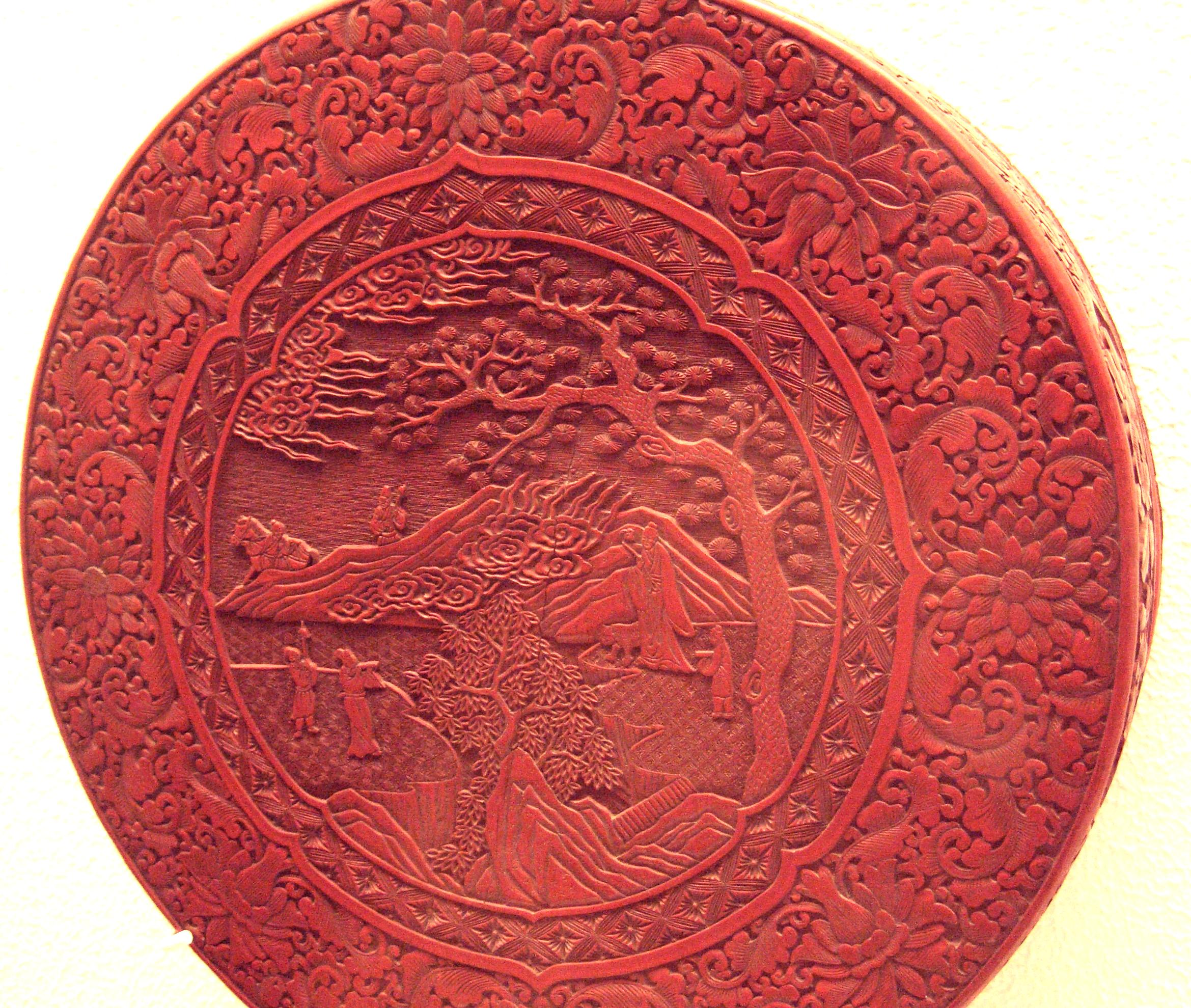
Schnitzlackdose, Ming-Dynastie

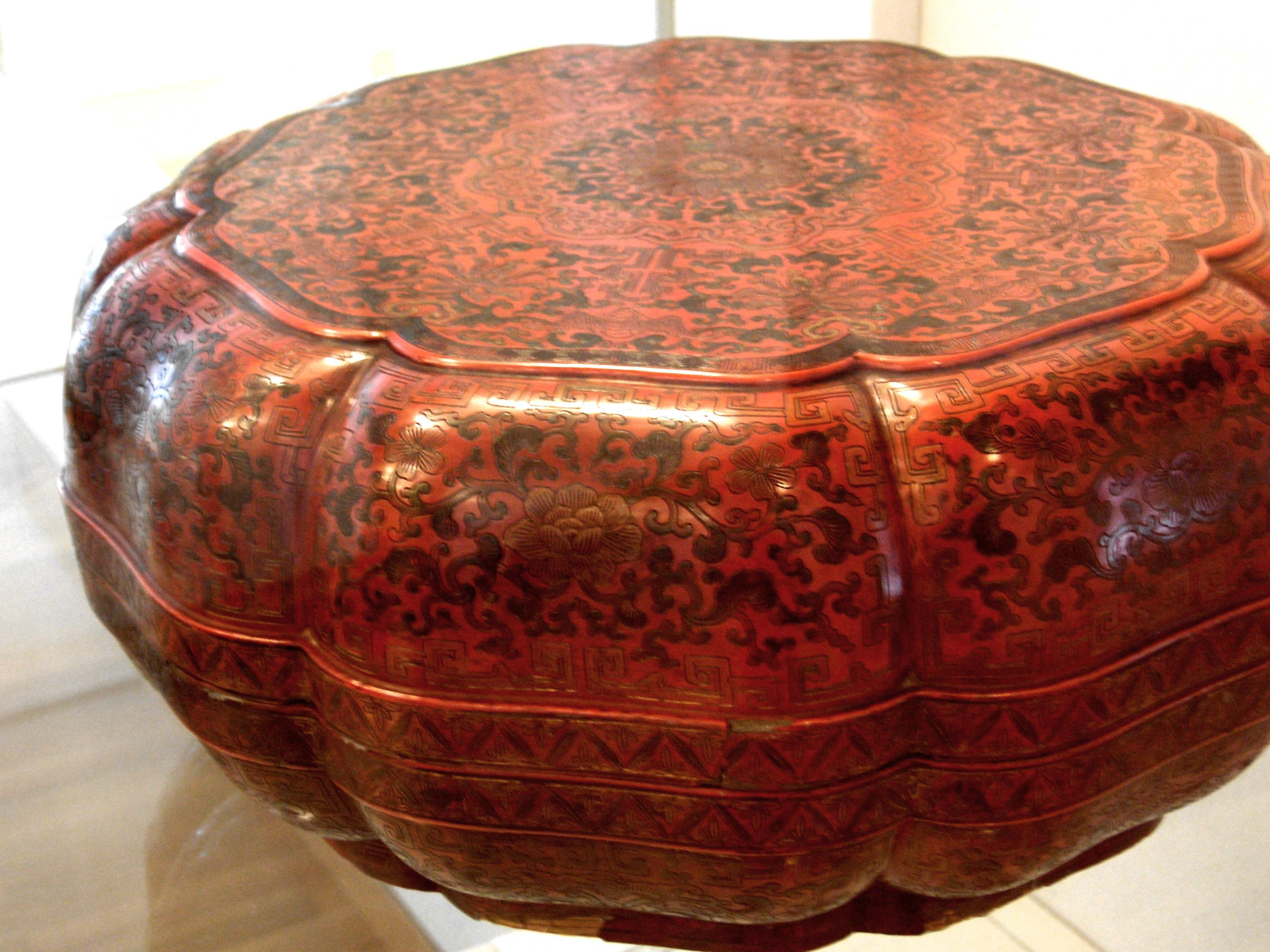
Ritzlackdose, Qing-Dynastie

Chinesische Lackkunst (chinesisch 漆器, Pinyin qīqì) ist eine kunsthandwerkliche Technik aus China mit dem Rindensekret des Lackbaums, dem Chinalack.

## Technik der Lackkunst

### Gewinnung der Rohsubstanz
Der Grundstoff für chinesischen Lack wird aus dem harzigen, grau-weiß milchigen Rindensekret des Lackbaums (Rhus verniciflua) gewonnen. Dieser ist vorwiegend in den mittleren und südlichen Provinzen Anhui, Zhejiang, Fujian, Hubei, Sichuan und Guangxi anzutreffen. Das Sekret verfärbt sich sehr bald nach Entnahme bräunlich und härtet dann in einem langwierigen Prozess aus. Die Qualität hängt einerseits vom Alter des Baums ab – ideal sind zehn bis fünfzehn Jahre –, aber auch von der Bodenbeschaffenheit, den Klimaverhältnissen, dem Erntemonat und der bei der Verarbeitung aufgewandten Sorgfalt.
In einem nächsten Schritt wird der Lacksaft mit Hanftüchern gefiltert und durch schonendes Erhitzen und Umrühren dehydriert und homogenisiert. Sodann erfolgt die Färbung mit Pigmenten. Die klassischen Lackfarben Rot und Schwarz erhielt man durch Beigabe von Zinnober bzw. Ruß – an dessen Stelle später teilweise Eisensulfatspäne traten. Erst im 19. Jahrhundert gelang die Herstellung von braunem (Eisenoxid), grünem (Mischung aus Indigo und Malachitpulver) sowie gelbem (Auripigment) Lack. Die genaue Tönung hing jedoch in starkem Maße von der Jahreszeit ab.

### Trägermaterial
Bei den meisten chinesischen Lackarbeiten besteht der Kern aus weichem Kiefernholz. Zunächst wurden die naturgegebenen Unebenheiten, Risse und Astlöcher mit einer Leim-Lack-Mischung verspachtelt, die sodann mit einer Rohlackschicht überfangen wurde. Das Ganze wurde dann zur Stabilisierung der Konstruktion mit Hanf oder Ramie beklebt. Schließlich folgten mehrere Lagen Grundierung aus Lackpaste, Leim, Asche sowie Ton-, Ziegel- oder Schleifsteinstaub.
Ab der Han-Zeit setzte sich neben Holz auch lackgetränktes Hanfgewebe als Trägerstoff durch. Seine Verarbeitung war sehr aufwendig und erforderte ein erhebliches Maß an Geschicklichkeit, was sich auch in dem weitaus höheren Preis dieser als Trockenlack bezeichneten Stücke niederschlug. In geringerem Umfang waren als Trägermaterial auch Stein, Keramik, Metall, Bambus, Schildpatt, Elfenbein, Leder und sogar Papier gebräuchlich.

### Auftrag des Lacks
Der Lack wurde auf den Trägerkörper in bis zu zweihundert hauchdünnen Lagen aufgetragen, wobei in der Regel zunehmend höherwertige Qualitäten verwendet wurden. Jede Lage musste zum Trocknen mindestens eine Woche ruhen. Hierzu verwahrte man das Werkstück an einem warmen, feuchten und möglichst staubfreien Ort; anfangs dienten hierzu laubbedeckte Gruben, sog. „Schattenhäuser“. Anschließend wurde die Oberfläche sorgfältig poliert. Nach dem Auftrag der letzten, aus besonders kostbarem Lack bestehenden Lage glättete man diese mit Leintüchern, Rapsöl und feinkörnigem Hirschhorn- oder Schieferpulver.
Die durch die verschiedenen Lagen entstehende Lackschicht wies – insbesondere bei Schnitzlacken – mitunter eine Dicke von mehr als einem Zentimeter auf; ihre Erstellung konnte bis zu zwei Jahre in Anspruch nehmen. Manchmal werden verschiedenfarbige Lackschichten aufgetragen; dann wird ein Teil der obersten Lage abgetragen, um die Farbe der darunter liegenden sichtbar zu machen. Soweit eine Weiterbearbeitung des Werkstücks geplant war, musste diese vor dem vollständigen Aushärten der Lackschicht erfolgen.

## Formen und Stilrichtungen

### Monochrom

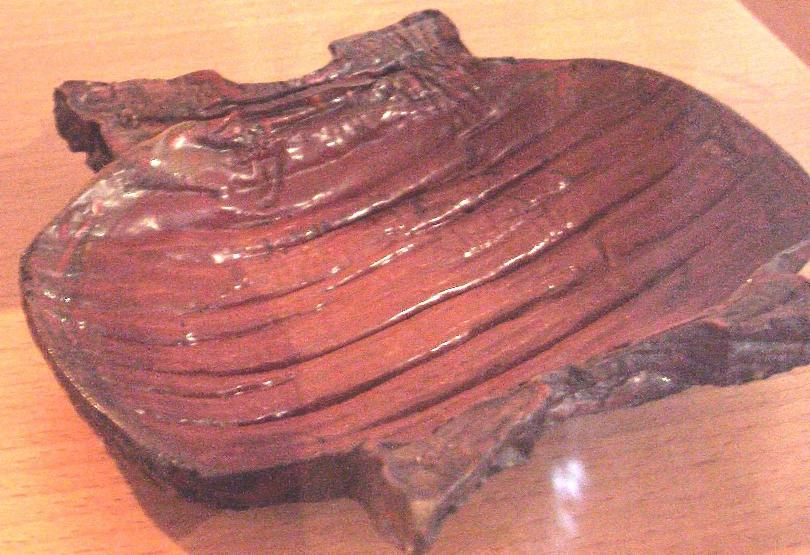
Rotlack-Trinkschale, ca. 300 v. Chr.

Die einfachste und damit auch historisch älteste Form chinesischer Lackarbeiten sind monochrome Werke, bei denen die aufgetragene einfarbige Lackschicht nicht weiterbearbeitet wurde. Die ältesten Artefakte, meist Fragmente von Gefäßen und Behältern, wurden in Grabanlagen der mittleren und späten Shang-Dynastie gefunden. Aus der Zhou-Zeit pflegte man bisweilen auch Rüstungen, Waffen und Streitwagen mit monochromen Lackschichten zu überziehen.
In der Han-Zeit weitgehend durch polychrome Lackmalerei verdrängt, erlebte die Monochromkunst eine gewisse Renaissance unter der Song- und Yuan-Dynastie. Die schlicht-elegante Ästhetik traf die damals gültigen ästhetischen Ideale. Statt mit überladenem Dekor überzeugten die damals entstandenen Stücke eher durch wohlproportionierte Formen, sanfte Schwünge und Binnenmodellierungen sowie nicht zuletzt eine seidig-glänzende Lackoberfläche.
Eine zweite Wiederbelebung erfuhr der Monochrom-Stil schließlich unter den Qing-Kaisern Yongzheng und Qianlong.

### Lackmalerei

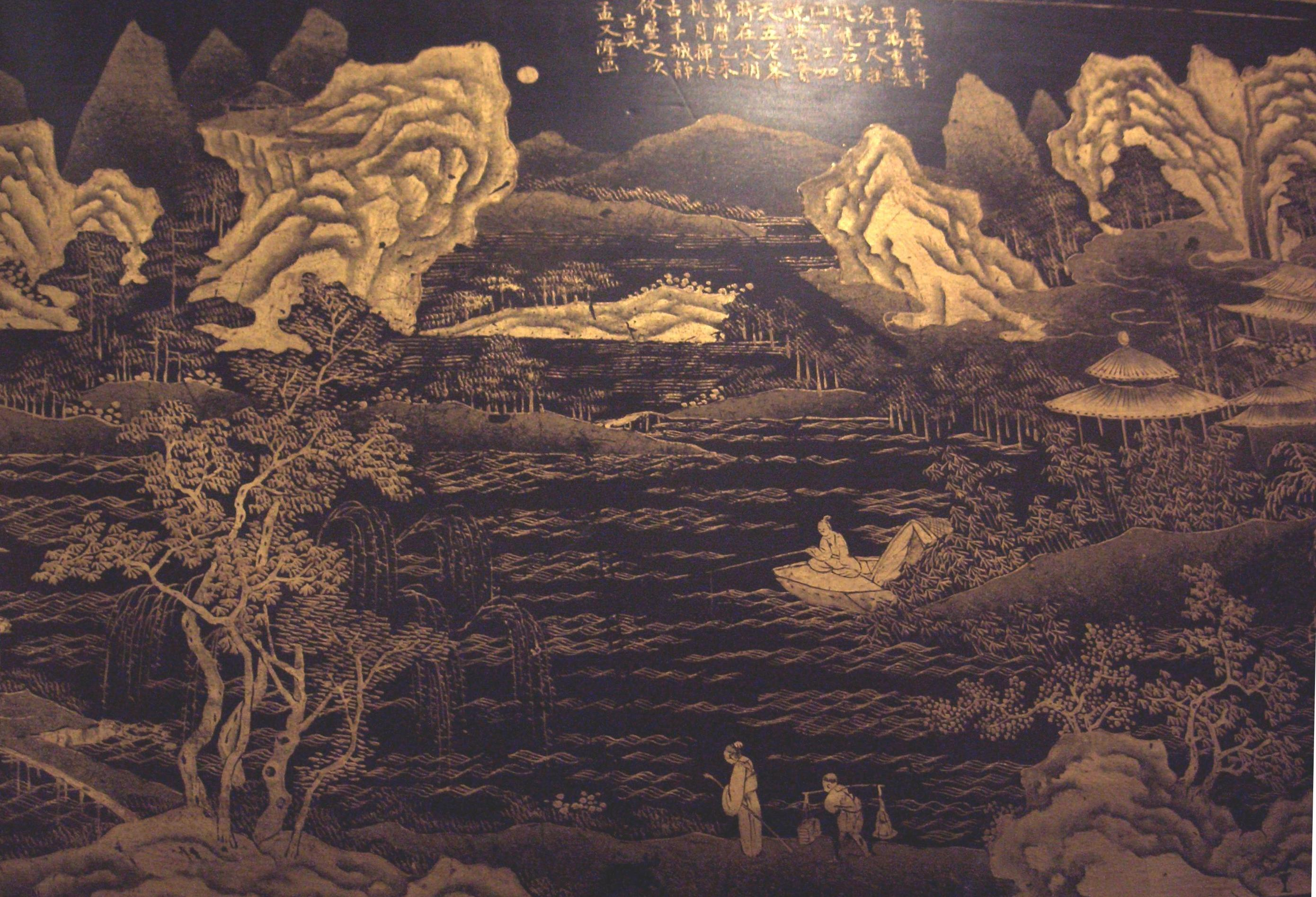
Lacktablett mit Landschaftsszene vom Lu Shan, 1595

In der Zeit der Streitenden Reiche, vor allem aber in der Qin-Dynastie und unter den Han entwickelte sich daneben die Lackmalerei. Insbesondere auf Tafelgeschirr, aber auch auf Kleidertruhen, Möbel, Opferbecken und Musikinstrumente wurde eine schwarze Lackschicht aufgebracht, die dann meist mit Rotlack bemalt wurde; seltener ist die umgekehrte Kombination. Anfangs herrschten aus der Bronzekunst entlehnte geometrisches Dekor wie Gitter- oder Rautenmuster vor, in der Zeit der Drei Reiche erweiterte sich die Palette um ornamentale Motive wie etwa stilisierte Vögel, Drachen, Wolken und Wellen.
Sehr bald entwickelt sie insofern sogar eine Massenfertigung, die ohne Weiteres mehrere Tausend Exemplare derselben Schale oder Tasse produzieren konnte. Gegen Ende der Han-Zeit begann man damit, auf den Lack auch Dekor aus anderen Materialien aufzutragen – etwa aus dem Yingzu-Baum gewonnene Ölfarben oder Gold- und Silberstaub. Mit dem Fall der Dynastie erlebte die Lackmalerei indes einen erheblichen Einbruch und wurde durch andere Techniken verdrängt.
Auf erheblich höherem Niveau kehrte die Lackmalerei unter dem Ming-Kaiser Wanli und später dann in der Qing-Dynastie unter Kangxi zurück. Sie findet sich nun weniger auf Geschirr als vielmehr verstärkt auf Kästen, Schatullen und vor allem Tabletts. Dargestellt wurden nunmehr anspruchsvoll-filigrane, detaillierte ausgearbeitete Landschaft, figürliche Darstellungen, Hofszenen oder Episoden aus der Geschichte. Als Dekorfarbe setzte sich zunehmend Gold durch. Zentrum der Herstellung war damals Südchina, insbesondere die Gegend um Kanton, von wo aus derartige Ware auch in erheblichem Umfang nach Europa verschifft wurde.

### Ritzlack

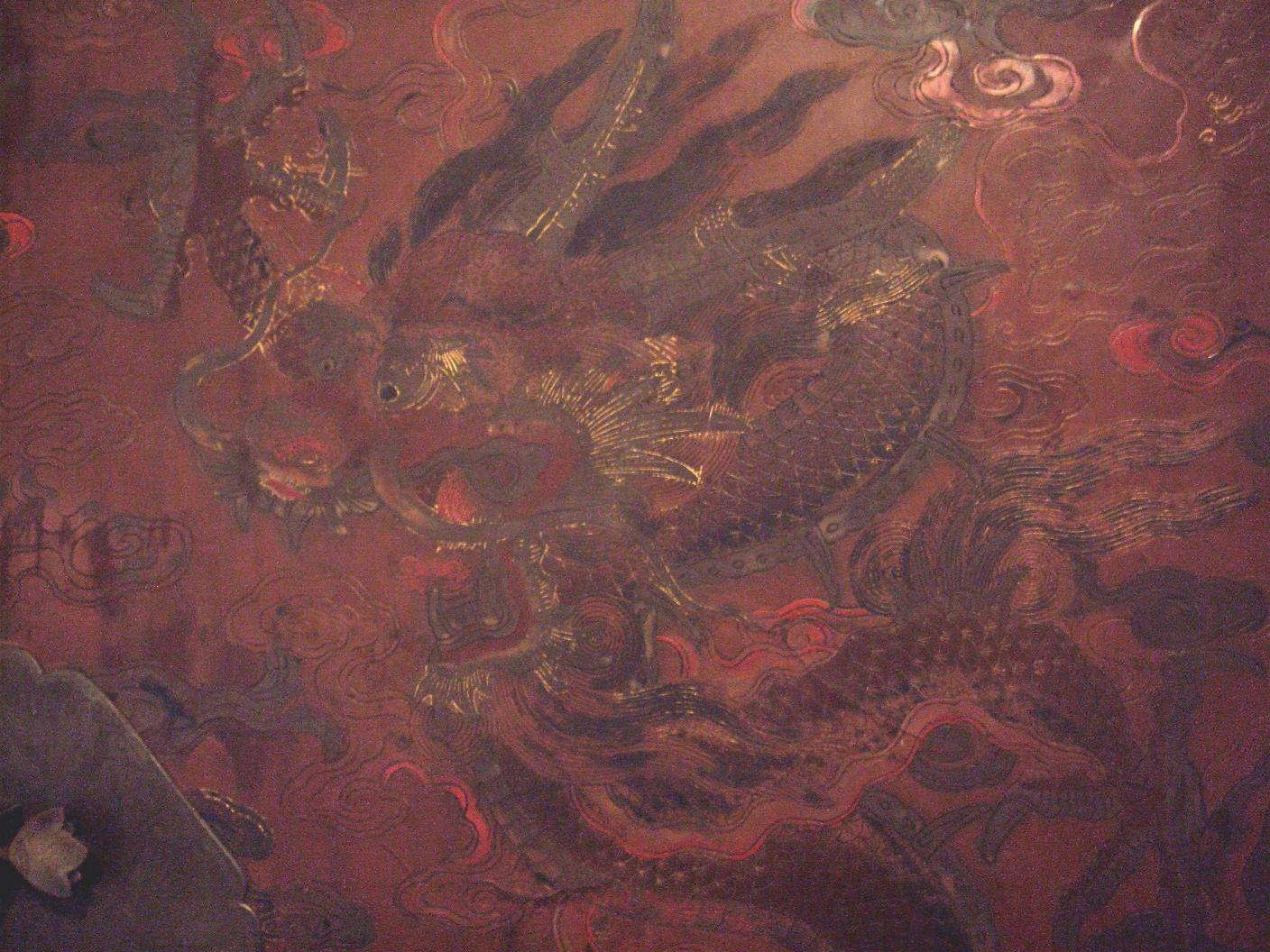
Ritzlack-Drachendarstellung auf einem Schrank, Wanli-Zeit

Bereits in der Han-Dynastie begann man damit, monochrome Lackarbeiten mit einem nadelartigen Stichel zu gravieren. In der Tang-Dynastie wurde dieses Verfahren unter persischem Einfluss verfeinert; einen Höhepunkt erreicht es unter Kaiser Xuanzong. Unter den Song schließlich kam die Chiangjin-Technik in Mode, bei der die gravierten Linien mit feinem Blattgold ausgerieben wurden. Dem Ritzlack ähnlich ist schließlich die unter den Ming-Kaisern Jiajing und Wanli zur Blüte gelangte Tianqi-Technik, bei der in die Lackoberfläche gegrabene flache Mulden mit verschiedenfarbigem Lack ausgefüllt werden; die Farbübergänge wurden durch anschließende Politur sfumatoartig verwischt. Ähnlich wie andere Lacktechniken erlebte auch der Ritzlack im 18. Jahrhundert eine Neubelebung.
In Ritzlacktechnik wurden vor allem Gefäße, Schatullen, Deckeldosen und dergleichen verziert, später in gewissem Umfang auch Möbel. In der Mongolenzeit entstanden in diesem Stil unter anderem neun heute in Japan befindliche Sutrakästen. Das Lackmuseum Münster verfügt über je einen Schrank und Tisch mit in Ritzlacktechnik aufgebrachten feinem Drachendekor aus der Wanli-Ära. Aus der Qianlong-Zeit stammt eine Reihe von Deckeldosen in sechzehnblättiger Chrysanthemenform, deren Oberfläche ebenfalls filigran eingravierte Darstellungen von Drachen ziert.

### Schnitzlack

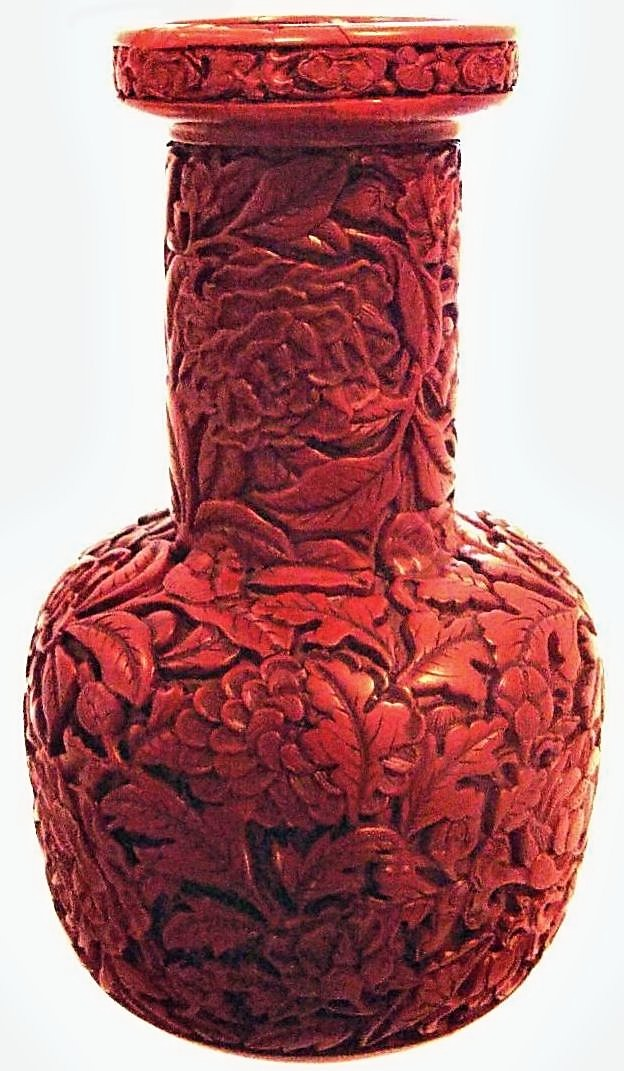
Schnitzlackkunst auf dem Höhepunkt: Vase aus der Yongle-Ära (1402–1424)

In besonderem Maße berühmt geworden ist China für seine Schnitzlackarbeiten. Hierbei werden auf den Trägerkörper besonders viele Lacklagen aufgetragen, so dass die Gesamtschicht eine Dicke von mehr als einem Zentimeter erreichen kann. Sie wird dann mit scharfen Schnitzmessern bearbeitet. Auf diese Weise entstehen reliefartig-erhabene, oft mehrere Millimeter tiefe und damit plastisch-dreidimensionale Muster. Korrekturen sind nur in sehr begrenztem Umfang möglich; ein einziges Abgleiten des Schnitzmessers kann das gesamte Werk unwiederbringlich verderben.
Verziert wurden in Schnitzlacktechnik insbesondere Gefäße wie Dosen, Vasen oder Schatullen. Daneben gibt es aber auch „Schnitzlackbilder“, die motivisch und kompositorisch im Grunde die chinesische Landschaftsmalerei mit anderen handwerklichen Mitteln fortsetzen.
Eine Sonderform des Schnitzlack stellt die Guri-Technik dar. Sie zeichnet sich insbesondere durch die zwingende Verwendung verschiedenfarbiger Lackschichten aus, wodurch besondere optische Effekte entstehen. Motivisch dominiert hier dagegen eher anspruchslose Ornamentik aus Bögen, Kreisen oder Spiralen.

### Koromandellack

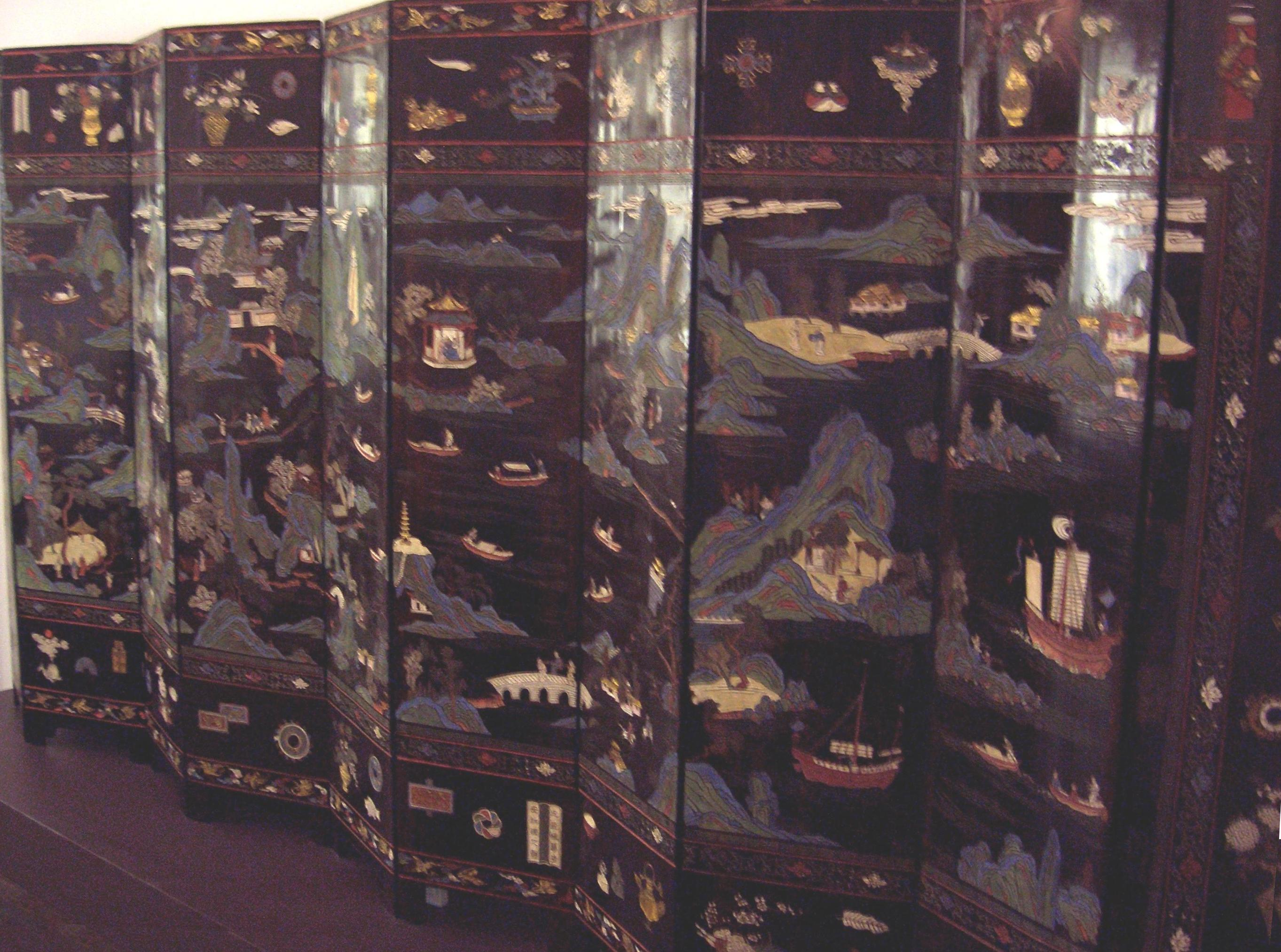
Wandschirm in Koromandellack-Technik

Eine Sonderform des Schnitzlacks stellt die Koromandeltechnik (Koromandellack) dar, deren Ursprünge sich bis in die späte Ming-Zeit hinein nachweisen lassen. Erstmals wird sie Ende des 16. Jahrhunderts unter den chinesischen Namen kehui (geritzte Kreide) bzw. guangzai (eingeritztes Bunt) in Huang Chengs Traktat Xiushi lu (Aufzeichnungen über Lackverzierungen) erwähnt. Der Europäische Begriff taucht erstmals gegen 1750 in seiner französischen Form vernis de Coromandel auf und geht auf die gleichnamige südostindische Küste (Koromandelküste) zurück, von der aus die Koromandellacke Richtung Westen verschifft wurden.
Bei der Koromandeltechnik wird der Holzträger zunächst mit einer Grundierung aus Schweineblut, Rohlack und Tonstaub überzogen. Auf diese wurden nach sorgfältiger Politur mehrere dünne Lagen schwarzen oder braunen Lacks aufgetragen. Nach dem Aushärten der Oberfläche schnitt man filigrane Muster in den Lack, so dass die – oft nur durch haarfeine Stege getrennten – farbigen Flächen darunter wieder teilweise sichtbar wurden. Diese wurden dann mit Lack oder auch Ölfarben ausgemalt, teilweise auch mit Goldstaub beklebt. Auf diese Weise entstanden teilweise ausgesprochen anspruchsvolle Arbeiten.
Anwendung fand die Koromandelkunst häufig auf Wandschirmen (Spanische Wand). Diese erfreuten sich großer Beliebtheit etwa als Geschenke für hochgestellte Persönlichkeiten. Der heute im Linden-Museum in Stuttgart gezeigte Schirm mit seinen detailreichen Darstellungen aus dem Leben und Wirken der Wirken der Unsterblichen wurde etwa 1707 von erfolgreichen Examenskandidaten in Auftrag gegeben, die sich mit dieser Gabe bei ihrem Prüfungsvorsitzenden bedankten. Weitere eindrucksvolle Exemplare befinden sich unter anderem in der Münchner Residenz, im Lackmuseum Münster, im Museum für Asiatische Kunst in Berlin sowie im Grassimuseum für Angewandte Kunst Leipzig. In gewissem Umfang wurden aber auch Kästen, Truhen und anderes Mobiliar in Koromandeltechnik verziert.
Zu den beliebtesten Darstellungen der Koromandelkunst gehören Blumen- und Vogelmotive, Landschaftsbilder mit Bergen, Seen und Pagoden, figurenreiche Szenerien aus dem Hofleben, der Geschichte oder der daoistischen Mythologie. Ihre Hochblüte erlebte diese Lacktechnik in der Regierungszeit des Qing-Kaisers Kangxi, ihr geographisches Zentrum lag in den Südprovinzen um Fujian. Im 18. Jahrhundert wurden Koromandellacke auch in größerem Umfang nach Europa exportiert.

### Perlmuttlack

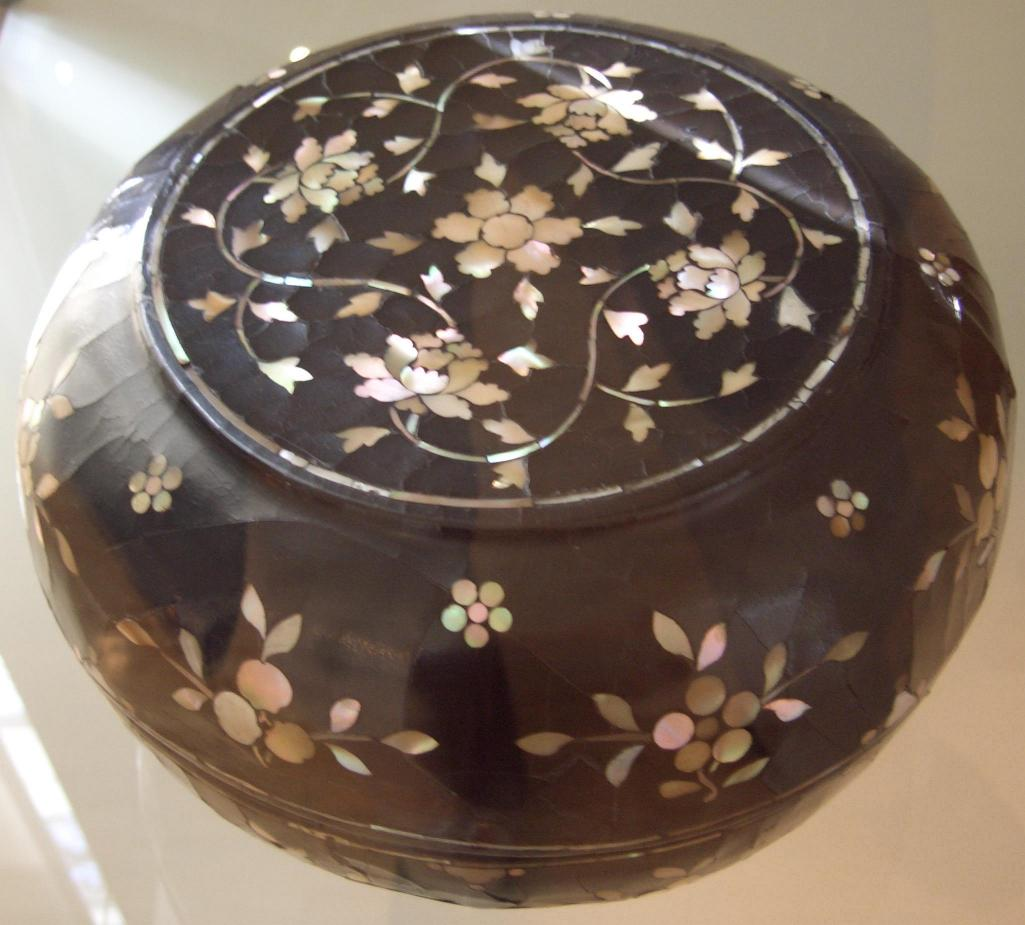
Perlmutt-Technik: Dose mit Päonienmotiven, 16. Jahrhundert

Bereits in der Shang-Dynastie begann man damit, in Schwarzlackarbeiten Muster und Ornamente aus Perlmutt einzuarbeiten. Durch die spezielle Oberflächenstruktur des Perlmutts schimmert das Dekor je nach Blickwinkel irisierend in den unterschiedlichsten Farben und kontrastiert dadurch in einzigartiger Weise zum mattschwarzen Hintergrund. Zu unterscheiden sind zwei Werktechniken:
Beim Hartperlmutt hob man mit Schnitzmessern aus der Lackoberfläche Vertiefungen aus, klebte in diese die Perlmuttstücke und überfing das ganze mit Klarlack, der am Ende poliert wurde. Das Perlmutt stammte vorwiegend von der Nautilus- und der Kreiselschnecke. Diese Technik gestattete in erster Linie grob-ornamentales Dekor und erlebte, vermutlich infolge sassanidischer und indischer Einflüsse, einen ersten Höhepunkt bereits in der Tang-Dynastie.

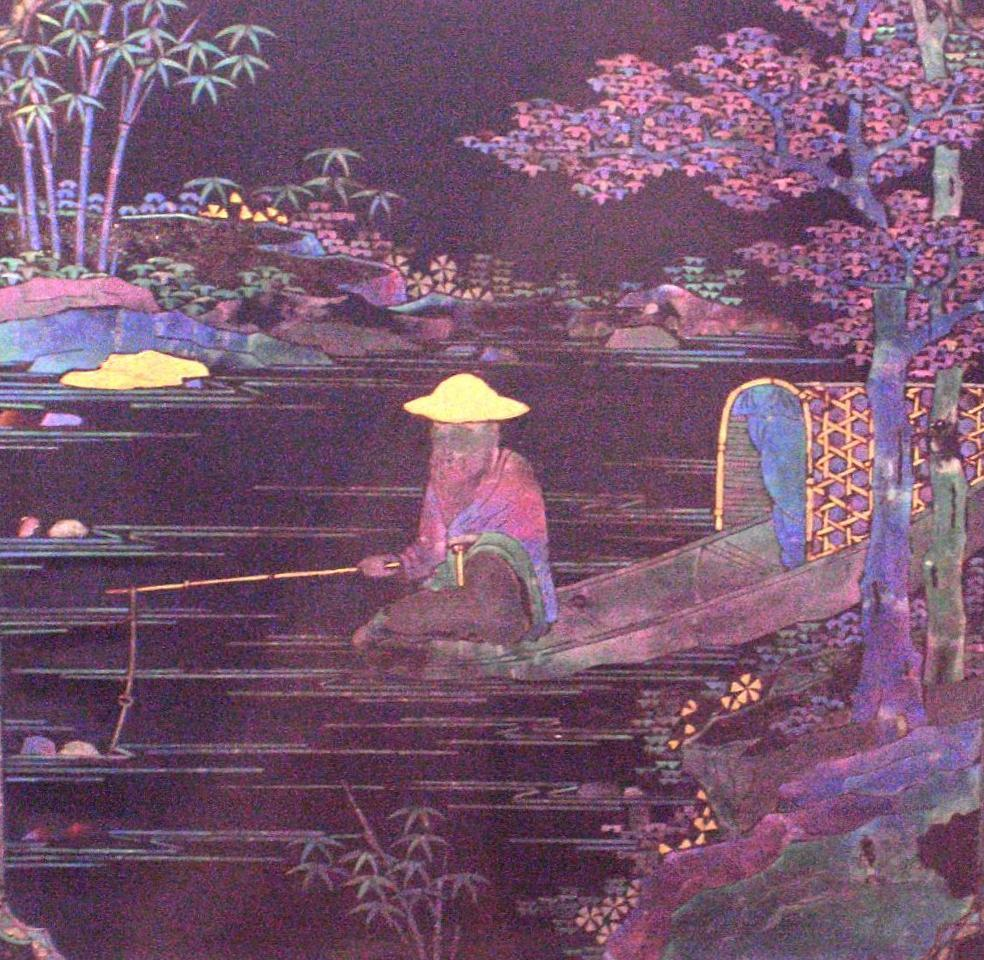
Weichperlmutt: Tablett, 18. Jahrhundert

Beim Weichperlmutt dagegen werden besonders dünne und feine, von der Kreiselschnecke oder dem Seeohr stammende Perlmuttstücke in den noch nicht ganz ausgehärteten Lack gedrückt. Danach wird Klarlack aufgetragen. Nach dessen Trocknung gravierte man in die einzelnen Perlmuttflächen häufig noch filigrane Binnenzeichnungen, wodurch auch erheblich anspruchsvollere Muster und Motive möglich wurden. Die Ursprünge des Weichperlmuttlacks werden in der Song-Zeit vermutet, konkrete Datierungen einzelner Werke sind aber erst für die Yuan-Dynastie möglich. Die Technik ist auch – nach dem französischen Namen des Seeohrs – als Burgau-Lack bekannt.
In der Ming- und Qing-Zeit wurde insbesondere das Weichperlmutt weiter perfektioniert. Die Künstler schufen extrem filigrane, teilweise aus tausenden einzelner Perlmuttplättchen bestehende Darstellungen und spielten dabei bisweilen gekonnt mit den verschiedenen Färbungen der einzelnen Perlmuttarten. Neben ornamentalem Vogel-, Blumen- und Rankendekor entstanden insbesondere anspruchsvolle szenische Darstellungen, die etwa Szenen aus dem Hofleben oder Gelehrte in idealisierten Landschaften zeigen.
Verziert wurden auf diese Weise vor allem Dosen, Schatullen, Kleidertruhen, Stellschirme und Tabletts. Größere Bestände sind unter anderem im Museum für Lackkunst in Münster sowie im Herzog Anton Ulrich-Museum in Braunschweig zu sehen. Ein einzigartig dastehendes Beispiel für Perlmuttlackkunst ist indes der prächtige Reisethron Kaiser Kangxis im Museum für Asiatische Kunst in Berlin.

## Ausstrahlung auf andere Staaten

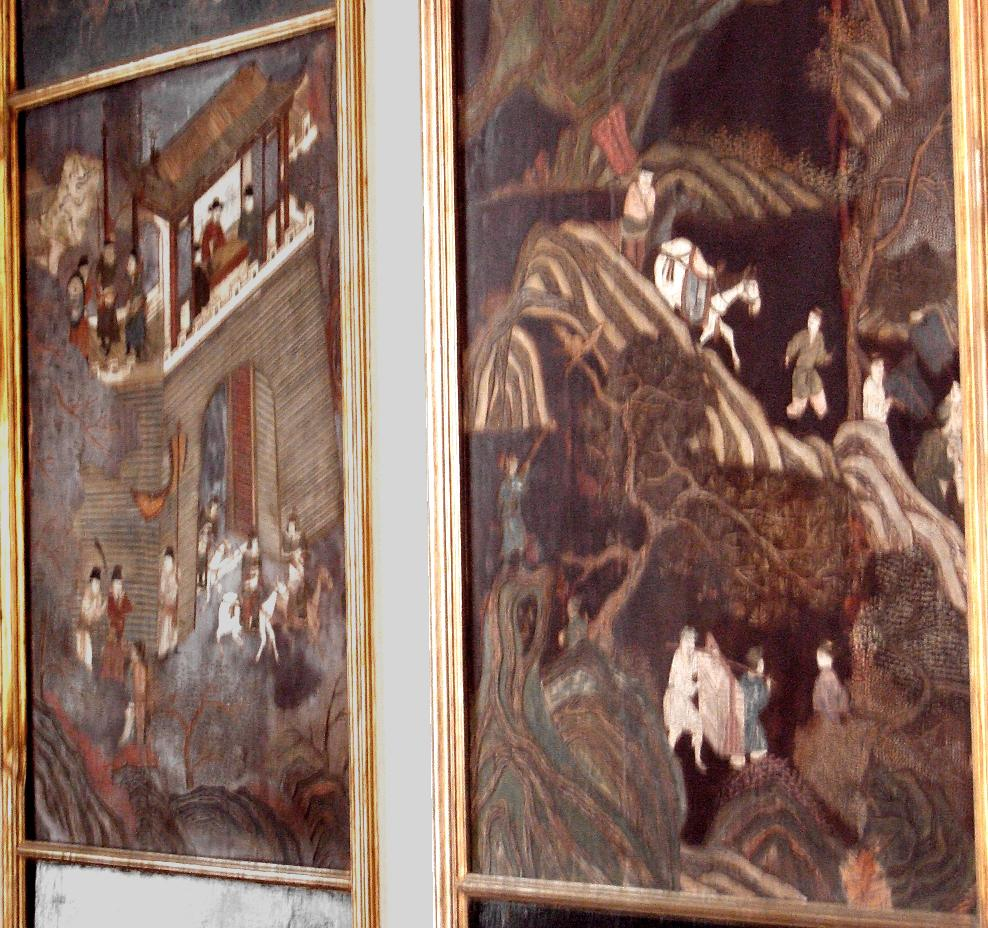
Lackkabinett, Schloss Nymphenburg

Übernommen und weiterentwickelt wurde die chinesische Lackkunst von zahlreichen Nachbarstaaten, insbesondere Japan, wo man die Erzeugnisse des Ursprungslands teilweise sogar qualitativ übertraf.
Ab dem 16. Jahrhundert wurden chinesische Lackerzeugnisse auch in Europa sehr populär. Unter Kaiser Kangxi stellten sie sogar nach Porzellan Chinas wichtigstes Exportgut dorthin dar. Die britischen und holländischen Handelskompanien verschifften von den südchinesischen Häfen aus insbesondere Koromandellacke sowie Goldlackmalereien. Zahlreiche Fürsten zeigten die Erzeugnisse in ihren „Wunderkammern“ oder richteten sich in ihren Schlössern und Residenzen gar eigene Lackkabinette ein, deren Wandtäfelung ganz aus Koromandellack-Platten bestand. Ein Beispiel findet sich auf Schloss Nymphenburg in München. Manchmal wurden hierfür chinesische Wandschirme zerlegt.
Sehr bald entstand im Westen der Wunsch nach einer eigenen Lackproduktion, jedoch scheiterte man lange Zeit an der Beschaffung des Grundstoffs. Die 1655 vom Jesuitenpater Martinius Martini veröffentlichte Erkenntnis, dass der chinesische Lack aus einem Baumharz gewonnen wird, führte nicht weiter, da der Lackbaum in Europa nicht gedieh. Nachdem Pater Filippo Buonnani 1709 aber eine Reihe Ersatzrezepturen vorgestellt hatte, begann man an den europäischen Fürstenhöfen, die chinesischen Lackerzeugnisse ebenso ernsthaft wie unvollkommen zu imitieren: Es entstand eine umfangreiche Lack-Chinoiserie, die einen markanten Akzent in der Kunst des europäischen Spätbarock und Rokoko setzen sollte.
Eine wissenschaftliche Befassung mit der chinesischen Lackkunst erfolgte indes erst im 20. Jahrhundert. Die wegweisenden Standardwerke stammen von Fritz Löw-Beer, Werner Speiser, Lee Yu-Kuan sowie Harry Garner.

### Chinesische Lackkunst in Europäischen Museen
Größere Sammlungen chinesischer Lackkunst befinden sich unter anderem im Linden-Museum in Stuttgart, im Museum für Lackkunst in Münster sowie im Herzog Anton Ulrich-Museum in Braunschweig und im Museum für ostasiatische Kunst in Köln.